# 904

## Догађаји
- Википедија:Непознат датум — Пљачка Солуна (904), Сарацени освајају Солун. Пустошење се наставља читаву недељу, пре него што се јуришници врате у своју базу на Леванту. Пошто су ослободили 4.000 муслиманских заробљеника и заробили 60 бродова, стекавши велики плен, одвели су 22.000 мушкараца и жена као робове.

- Византијско-арапски ратови: Византинци под Андроником Дуком, заједно са Еустатиосом Аргиросом, воде кампању против Абасида и побеђују муслиманске гарнизоне Мопсуестије и Тарса, близу Мараша (савремена Турска).
- Цар Лав VI (Мудри) је принуђен да потпише мировни уговор са Симеоном I, владаром (књазом) бугарског царства. Све земље насељене Словенима: Македонија и јужна Албанија су уступљене Бугарима.
- Лето – Краљ Луј IV (Дете) позива Курсана, мађарског вођу (гиула) из племенске конфедерације Мађара, и његову пратњу да преговарају на реци Фиша, али су убијени у заседи.
- У Португалу, по трећи пут за мање од 30 година, хришћани преузимају контролу над Коимбром, овог пута на скоро век.
- Почетак Саецулум обсцурум („Мрачно доба“), периода од 60 година у којем је папство било под великим утицајем моћне породице Теофилакти, грофова Тускулума.
- Зима – Шејбан ибн Ахмад ибн Тулун наслеђује свог нећака Харуна ибн Кумаравеја на месту емира из династије Тулунида, који је убијен у побуни током инвазије на Египат од стране Абасидског калифата.
- 22. септембар - Кинески ратни вођа Џу Кванџонг убија цара Џао Зонга, заједно са његовом породицом и многим министрима, након што је преузео контролу над царском владом. Жу поставља 13-годишњег Џао Зонговог сина Аија (Ли Џоу) на царски трон као марионетског владара династије Танг.
- Зху Куанзхонг је уништио Чанган, главни град династије Танг и највећи град у древном свету, и премешта материјале у Луојанг, који постаје нова престоница.
- 29. јануар – Папа Сергије III наследио је папу Лава V и свргнутог антипапу Кристофора (обојица су убијени или прогнани) као 119. римски папа.
- Папа Сергије III  се удружује са Теофилактом И, грофом од Тускула, који постаје владар Рима и папске управе. Сергије га (за подршку и успон моћи) награђује положајем сацри палатии вестарариус и у суштини постаје његова марионета.